# Ammophila strenua
Ammophila strenua är en biart som beskrevs av Cresson 1865. Ammophila strenua ingår i släktet Ammophila och familjen grävsteklar. Inga underarter finns listade i Catalogue of Life.